# Marta Cárdenas
Marta Cárdenas Díaz de Espada (San Sebastián, 5 de septiembre de 1944) es una pintora y grabadora española de estilo casi siempre abstracto.

## Biografía
Hija del cirujano Manuel de Cárdenas Rodríguez, pasó su infancia y juventud en San Sebastián. Estudió en la Academia de San Fernando de Madrid (1963-68), y posteriormente en París, becada por el gobierno francés (1969). Tras dedicarse al retrato, pasó pintar en espacios abiertos y al estudio del movimiento (entre otros ejercicios, se fijó en los animales del zoo de Madrid). Las formas y colores del arte popular de La India también le sirvieron deinspiración. Su arte se mantuvo dentro de la figuración hasta los años 90.
Su primera exposición se celebró en una galería de San Sebastián en 1970, y cuatro años después expuso en Durango (Vizcaya). En 1980, recibió una beca de la Fundación Juan March. Ya para entonces, había debutado en Madrid con una muestra individual (1974). 
En los años 80, expuso en galerías y ferias de Milán, París y Lisboa. En 1986, expuso en la feria ARCO, y volvió a hacerlo en 1991. 
En la década de los 90 se vuelca en la abstracción. Sus intereses se dirigen a países y culturas lejanas; estudia las formas vegetales, los colores cambiantes del día, los tejidos exóticos.
La obra de Marta Cárdenas forma parte de las colecciones del Museo Reina Sofía de Madrid, el Museo de Bellas Artes de Bilbao, el Palacio de la Moncloa, la Biblioteca Nacional de España, la Fundación Juan March, Colección BBK (Bilbao), Fundación La Caixa o las Cortes de Castilla y León.
Algunas de sus obras se entregan como premio en diversos certámenes oficiales y su obra encabezó el escenario de la 63.ª Quincena Musical donostiarra en 2002.

## Exposiciones monográficas
En 2016, en la Sala Kubo del Kursaal de San Sebastián se organizó una exposición retrospectiva de Marta Cárdenas titulada Abre los ojos. El comisario fue Alfonso de la Torre y  se organizó en torno a dos ámbitos: «Dentro» y «Fuera», aludiendo a sus pinturas de interior y de exteriores o inspiradas en otros ámbitos geográficos.

## Vida personal
Marta Cárdenas estuvo casada con el compositor Luis de Pablo.